# Allocosa lawrencei
Allocosa lawrencei är en spindelart som först beskrevs av Roewer 1951.  Allocosa lawrencei ingår i släktet Allocosa och familjen vargspindlar. Inga underarter finns listade i Catalogue of Life.